# 波卡拉尼山
18°8′29″S 68°26′13″W / 18.14139°S 68.43694°W
波卡拉尼山（Pukarani），是玻利維亞的山峰，位於該國西部奧魯羅省的薩亞馬省，處於阿蘇阿蘇尼火山東北面和瓊卡拉尼山以東，屬於安第斯山脈的一部分。